# Zelotaea nivosa
Espèce
Zelotaea nivosa est une espèce de papillons de la famille des Riodinidae et du genre Zelotaea.

## Systématique
L'espèce Zelotaea nivosa a été décrite par Hans Stichel en 1929 sous le nom d'Ematurgina nivosa.

## Description
Zelotaea nivosa est un papillon blanc aux ailes postérieures bordées de marron et aux ailes antérieures marron avec trois aires ovales blanches.

## Écologie et distribution
Zelotaea nivosa est présent au Pérou.

### Protection
Pas de statut de protection particulier.